# Peter von Bagh
Kari Peter Conrad von Bagh, född den 29 augusti 1943 i Helsingfors, död den 17 september 2014, var en finländsk filmregissör och historiker.
von Bagh tog en pol.dr. 2002. von Bagh inledde sin bana som filmkritiker i början av 1960-talet och förestod Finlands filmarkiv 1967–1984. Han var som produktiv författare, radioman och filmmakare i fyra decennier en av de synligaste aktörerna på den finska kulturens fält, och professor i filmhistoria vid Konstindustriella högskolan sedan 2000. von Bagh regisserade filmer främst för TV, bland annat personporträtt av schlagersångaren Olavi Virta (1972, följdes upp med en bok 1977), löparen Paavo Nurmi (1978), idrottsmannen och artisten Tapio Rautavaara (1980) och skådespelaren Tauno Palo (1981). Filmkollaget Vuosi 1952 (1980) utgjorde det centrala stoffet till hans egen doktorsavhandling. von Bagh gjorde även några spelfilmer för biografdistribution, bland annat en komedi om den kände sol- och våraren Pertti Ylermi Lindgren (1936–2015), Kreivi (1971), med denne själv i huvudrollen. von Bagh var med och startade filmfestivalen Midnight Sun Film Festival i Sodankylä, samt den finländska filmtidskriften Filmihullu. År 2007 erhöll han Fakta-Finlandia-priset för boken Sininen laulu – Itsenäisen Suomen taiteiden tarina; en omfattande och beläst pejling av det självständiga Finlands film- och bildkonst, litteratur- och musikliv. Hans sista film blev dokumentären Suomalaiset ja raha: rakkaustarina (2011), ett montage om Finlands historia speglad i landets pengar, ända fram till euron.